# Potamocypoda pugil
Potamocypoda pugil is een krabbensoort uit de familie van de Dotillidae. De wetenschappelijke naam van de soort is voor het eerst geldig gepubliceerd in 1938 door Tweedie.